# 健御名方富命彦神別神社 (長野市箱清水)
健御名方富命彦神別神社（たけみなかたとみのみことひこかみわけじんじゃ）は、長野県長野市長野にある神社。式内社（名神大社）論社で、旧社格は県社。
通称として「城山県社」「水内大社」「彦神別神社」とも。

## 概要

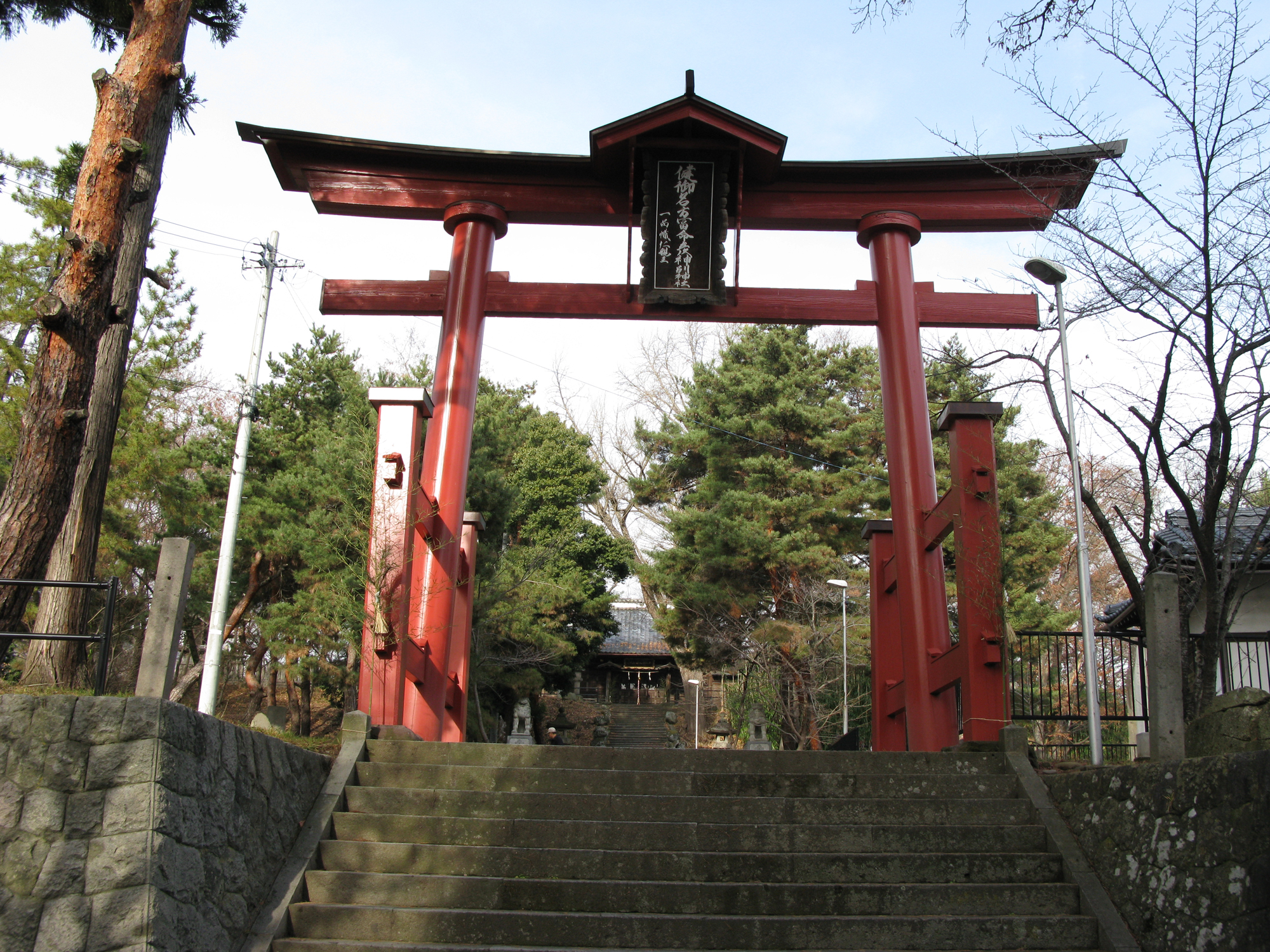
鳥居
額「健御名方富命彦神別神社」は有栖川宮幟仁親王の筆。

善光寺の東に隣接する城山公園の一角、横山城跡に鎮座する。もと善光寺本堂北側に「年神堂」としてあり善光寺の守護神であったが、明治初頭の神仏分離に伴い現在地に遷座した。
諏訪大社の祭神でもある健御名方富命（建御名方神）を祀っており、境内に御柱が建てられている。寅年・申年には武井神社・妻科神社・湯福神社との持ち回りで御柱祭が行われる。

## 祭神
- 健御名方富命（建御名方神） （たけみなかたとみのみこと）

諏訪大社祭神に同じ。

## 歴史
創建は不詳。『延喜式神名帳』には名神大社として「信濃国水内郡 健御名方富命彦神別神社」の記載があり、当社はその論社とされている。現在に至っても比定の決着はついていない（「健御名方富命彦神別神社」を参照）。
明治11年（1878年）までは善光寺境内にあり「年神堂（歳神堂）八幡宮」と称していた。延文元年（1356年）成立の『諏方大明神画詞』では、「年神堂が諏訪大社の分座であり持統天皇5年に記載のある水内神である」としている。また、江戸時代末期の『芋井三宝記』には「年神堂八幡宮は、風祭等の存在からして御年神でなく健御名方富命彦神別神社であり、当地に善光寺如来が来たため仏式になって神名を失い、八幡宮とも誤り称されるようになった」と記している。当地は科野国造・金刺氏の居住地で水内郡の中心地と考えられ、善光寺の位置からは善光寺平が望めることから、古社の所在地としてふさわしいと考えられている。
明治12年（1879年）1月、明治天皇臨幸を契機として神仏分離により善光寺年神堂（歳神堂）を善光寺境内から現在地に遷座し、神名帳記載の「健御名方富命彦神別神社」に改称した。なお、当地に移ったのは祭神のみで、旧年神堂の本殿は守田迺神社に移築された。

## 境内

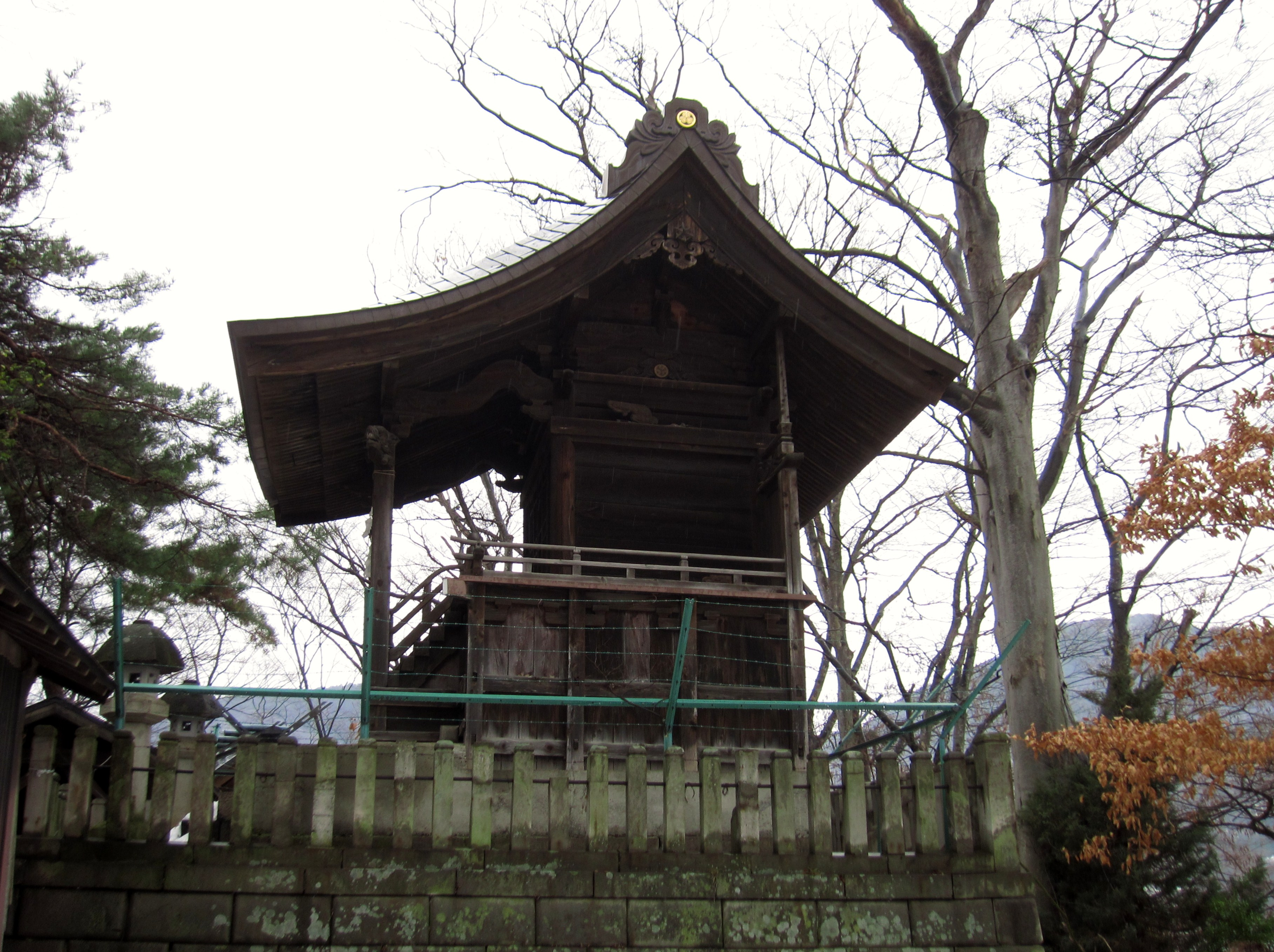
本殿
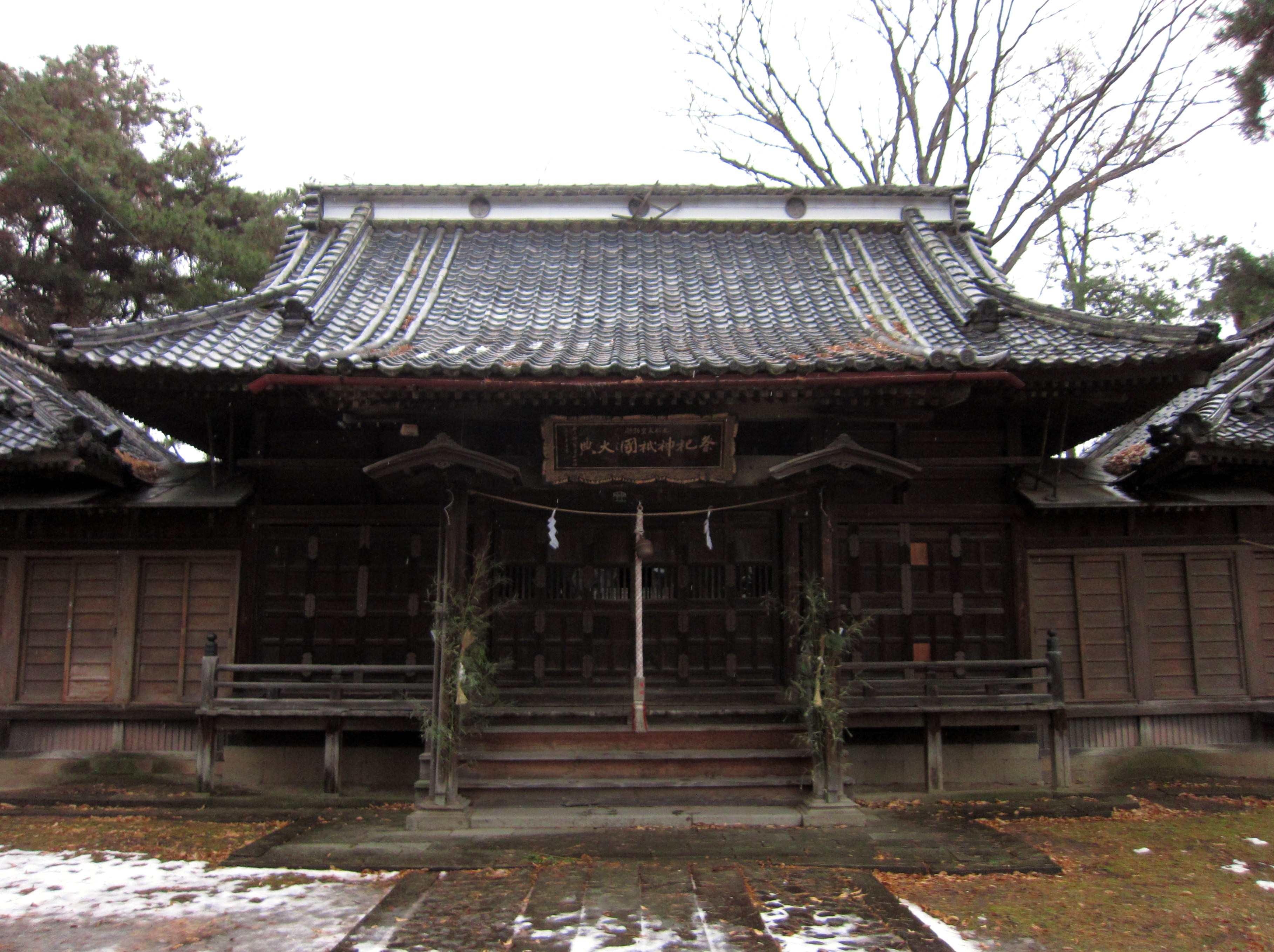
拝殿

境内には様々な石碑が立つ。

## 摂末社
- 木匠祖神社 - 明治14年（1881年）8月4日、境内に勧請。昭和49年（1974年）9月10日、改築。
- 千幡社

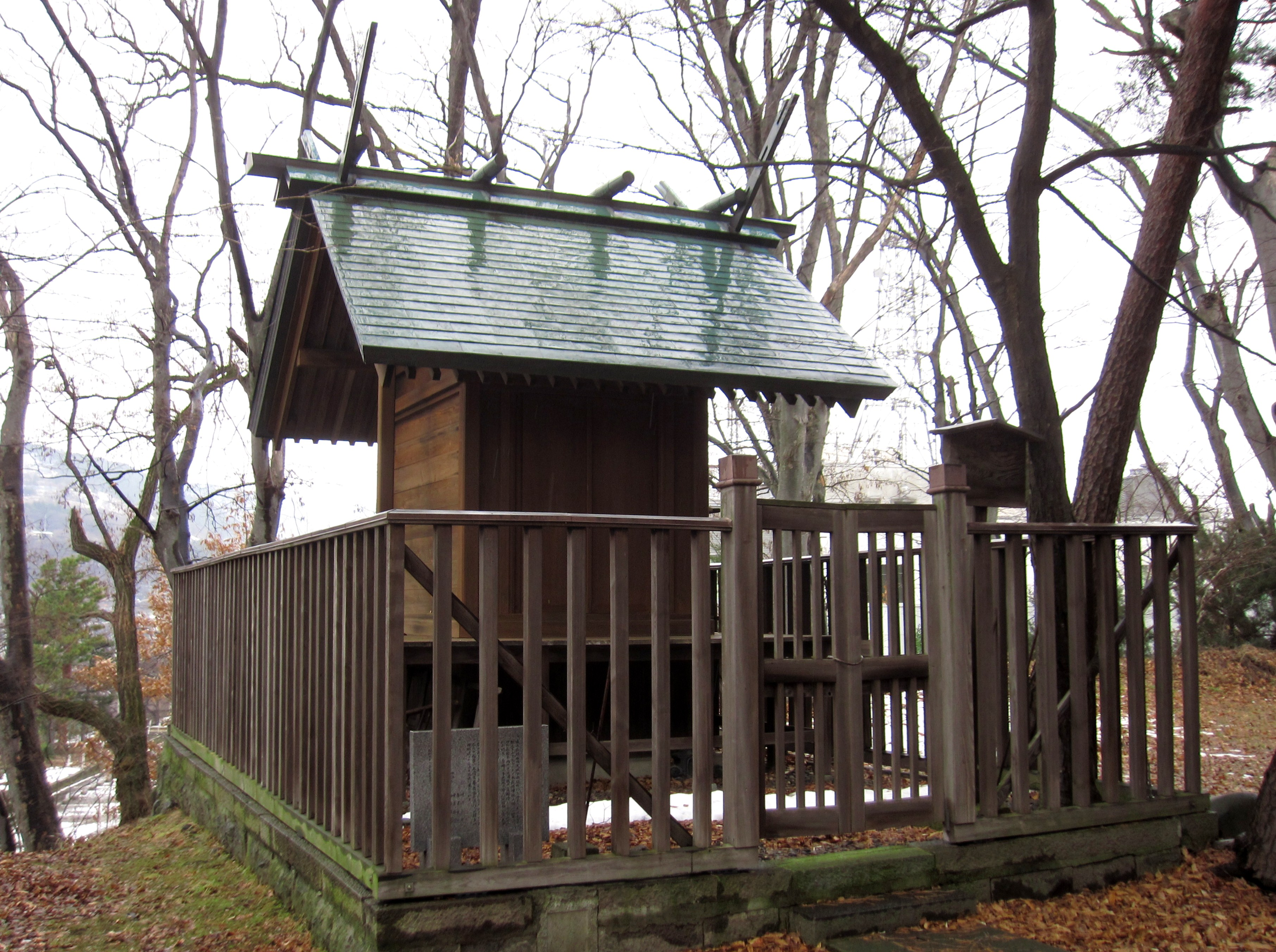
木匠祖神社
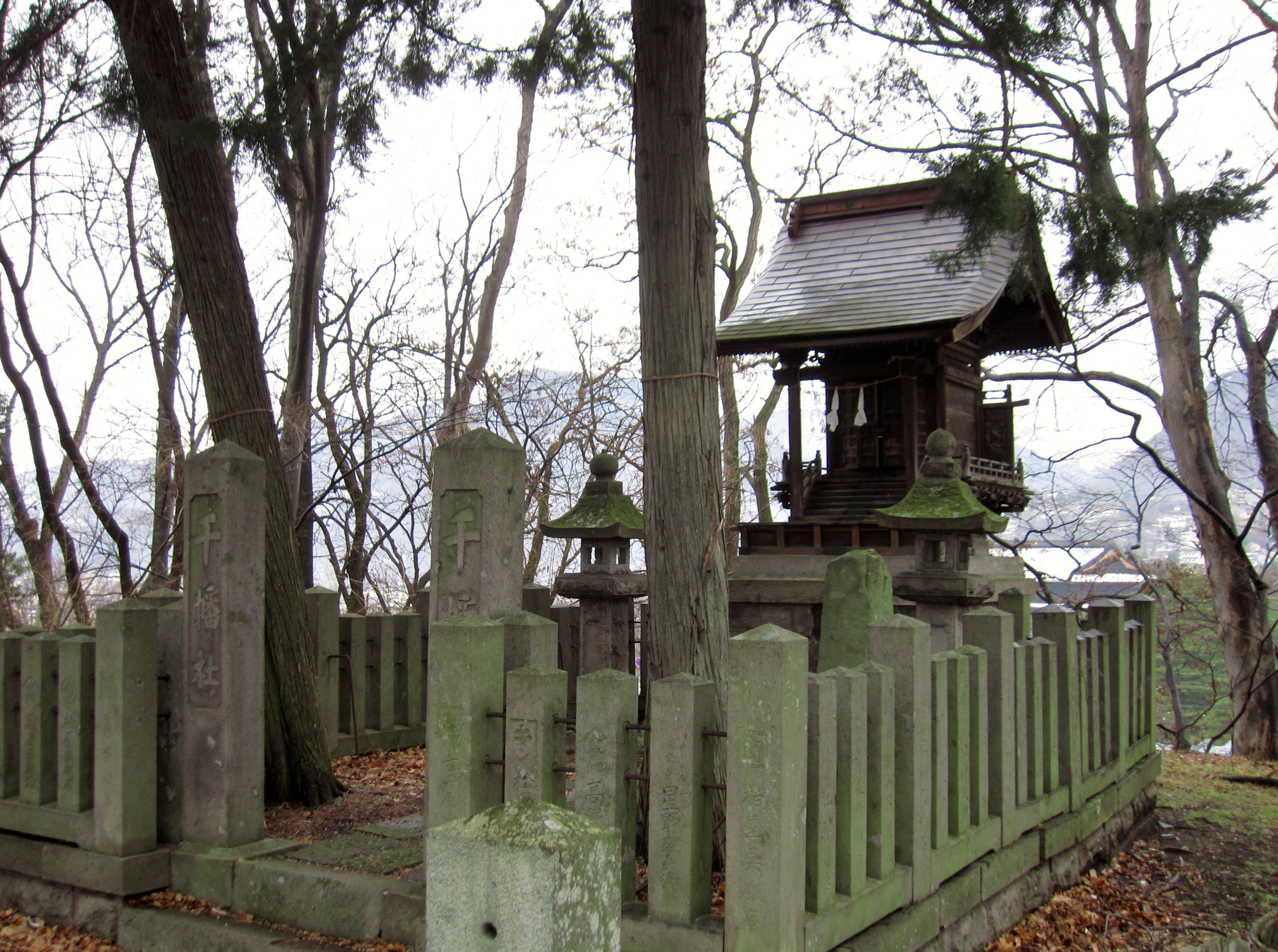
千幡社

## 現地情報
所在地
- 長野県長野市大字長野字本城東2411

交通アクセス
- JR東日本・長野電鉄 長野駅から
  - 長電バス（1 - 4系統）で「城山公園入口」バス停下車
  - アルピコ交通（川中島バス）（11・16・17系統）で「善光寺北」バス停下車

周辺
- 横山城跡 - 現境内はこの本丸部
- 城山公園
  - 長野県立美術館
  - 長野市城山動物園
  - 長野市少年科学センター
  - 信濃招魂社
- 長野地方気象台
- 長野清泉女学院中学校・高等学校
- 長野市立城山小学校
- 善光寺